# Guatavita
Guatavita est une municipalité située dans le département de Cundinamarca, en Colombie. Elle est située à 53 km au nord-est de Bogota, à une altitude de 2 668 mètres.
On y trouve le lac de Guatavita.

## Organisation territoriale
En plus de son centre urbain, Guatavita comprend quinze veredas :
- Amoladero ;
- Carbonera Alta ;
- Carbonera Baja ;
- Chaleche ;
- Choche ;
- Corales ;
- Guándita ;
- Hatillo ;
- Montecillo ;
- Montequiva ;
- Potreritos ;
- Potrero Largo ;
- Santa María ;
- Tominé de Blancos ;
- Tominé de Indios.